# GALM
GALM (англ. Galactose mutarotase) – білок, який кодується однойменним геном, розташованим у людей на короткому плечі 2-ї хромосоми.  Довжина поліпептидного ланцюга білка становить 342 амінокислот, а молекулярна маса — 37 766.
| 10         |  | 20         |  | 30         |  | 40         |  | 50         |
| ---------- |  | ---------- |  | ---------- |  | ---------- |  | ---------- |
| MASVTRAVFG |  | ELPSGGGTVE |  | KFQLQSDLLR |  | VDIISWGCTI |  | TALEVKDRQG |
| RASDVVLGFA |  | ELEGYLQKQP |  | YFGAVIGRVA |  | NRIAKGTFKV |  | DGKEYHLAIN |
| KEPNSLHGGV |  | RGFDKVLWTP |  | RVLSNGVQFS |  | RISPDGEEGY |  | PGELKVWVTY |
| TLDGGELIVN |  | YRAQASQATP |  | VNLTNHSYFN |  | LAGQASPNIN |  | DHEVTIEADT |
| YLPVDETLIP |  | TGEVAPVQGT |  | AFDLRKPVEL |  | GKHLQDFHLN |  | GFDHNFCLKG |
| SKEKHFCARV |  | HHAASGRVLE |  | VYTTQPGVQF |  | YTGNFLDGTL |  | KGKNGAVYPK |
| HSGFCLETQN |  | WPDAVNQPRF |  | PPVLLRPGEE |  | YDHTTWFKFS |  | VA         |

A: Аланін

C: Цистеїн

D: Аспарагінова кислота

E: Глутамінова кислота

F: Фенілаланін

G: Гліцин

H: Гістидин

I: Ізолейцин

K: Лізин

L: Лейцин

M: Метіонін

N: Аспарагін

P: Пролін

Q: Глутамін

R: Аргінін

S: Серин

T: Треонін

V: Валін

W: Триптофан

Кодований геном білок за функціями належить до ізомераз, фосфопротеїнів. 
Задіяний у таких біологічних процесах як вуглеводний обмін, поліморфізм, ацетиляція. 
Локалізований у цитоплазмі.